# Neocryptopteryx zaceras
Neocryptopteryx zaceras là một loài tò vò trong họ Ichneumonidae.